# Auxanommatidia hardicki
Auxanommatidia hardicki är en tvåvingeart som beskrevs av Borgmeier 1971. Auxanommatidia hardicki ingår i släktet Auxanommatidia och familjen puckelflugor. Inga underarter finns listade i Catalogue of Life.